# Kickxia pendula
Kickxia pendula är en grobladsväxtart som först beskrevs av Kunkel, och fick sitt nu gällande namn av Kunkel. Kickxia pendula ingår i släktet spjutsporrar, och familjen grobladsväxter. Inga underarter finns listade i Catalogue of Life.